# EL84
EL84, és una vàlvula electrònica de buit fabricada a Europa

## Classificació per tensió de filament i funció
Pertany al grup E, el que significa que l'alimentació del filament és de 6,3 V i L, el que significa que és un pèntode de sortida. Té una altra versió, la XL84 (8BQ5), en la que la tensió del filament és de 8,5 V.

### Característiques mitjana per a una vàlvula de sortida simple classe A.
- Tensió de placa: 250 V.
- Tensió de pantalla: 250 V
- Tensió de graella 1 o de control: -7,3 V respecte del càtode.
- Resistència interna de placa: 40.000 Ohms.
- Transconductància: 11,3 mA/V.
- Corrent de placa: 48 mA.
- Corrent de pantalla o graella 2: 5,5 mA.
- Factor d'amplificació entre grillas 1 i 2: 19,5
- Corrent màxim de placa amb senyal d'àudio aplicada: 49,5 mA.
- Corrent màxim de pantalla amb senyal d'àudio aplicada: 10,8 mA.
- Senyal pic d'àudio a l'entrada: 6,1 V.
- Potència de sortida, amb 5.200 ohms de càrrega de placa i 10% de distorsió harmònica total: 5,7 W

## Usos
La EL84 pot produir molta potència amb molt poca distorsió harmònica, és per això que el seu ús principal és com a vàlvula de sortida en amplificadors d'àudio:
- A l'etapa de potència en ràdios i televisors.
- En amplificadors de classe A o de sortida simètrica (classes AB1 o AB2) de baixa i mitjana potència.
- La EL84 va ser molt utilitzada en els amplificadors de guitarra de mitjana potència, com els fabricats per Watkins i especialment Vox. Actualment també l'utilitza Mesa Boogie i Fender.
- En l'actualitat s'utilitza també en classe A per amplificadors d'alta fidelitat de qualitat.

## Equivalències i reemplaçaments
El seu equivalent americà és la '6BQ5, i una altra versió és la 7189 de disseny per a aplicacions militars.

## Història
Aquesta vàlvula es va fabricar el 1952 per evitar la necessitat d'utilitzar etapes de preamplificació, que fins llavors es requerien amb la EL41, millorant la sensibilitat d'entrada de la EL84. Després es va dissenyar la EL86, augmentant encara més el corrent d'ànode, baixant-ne la tensió i augmentant la transconductància a baixos valors de tensió d'ànode, però no va arribar a reemplaçar al tipus EL84, encara que va ser utilitzada en diverses ràdios europees i en combinats amb sortida sense transformador i altaveus especials de 800 ohms o de 1.000 ohms (Philips). Més tard va aparèixer la ECL86 que és un tríode "C" i un pèntode "L" en la mateixa vàlvula. Pertany a les del tipus d'alimentació de 6,3 V "E".

## Versions actuals
Alguns dels fabricants actuals són Sovtek, Svetlana, JJ Electronics.

## Galeria

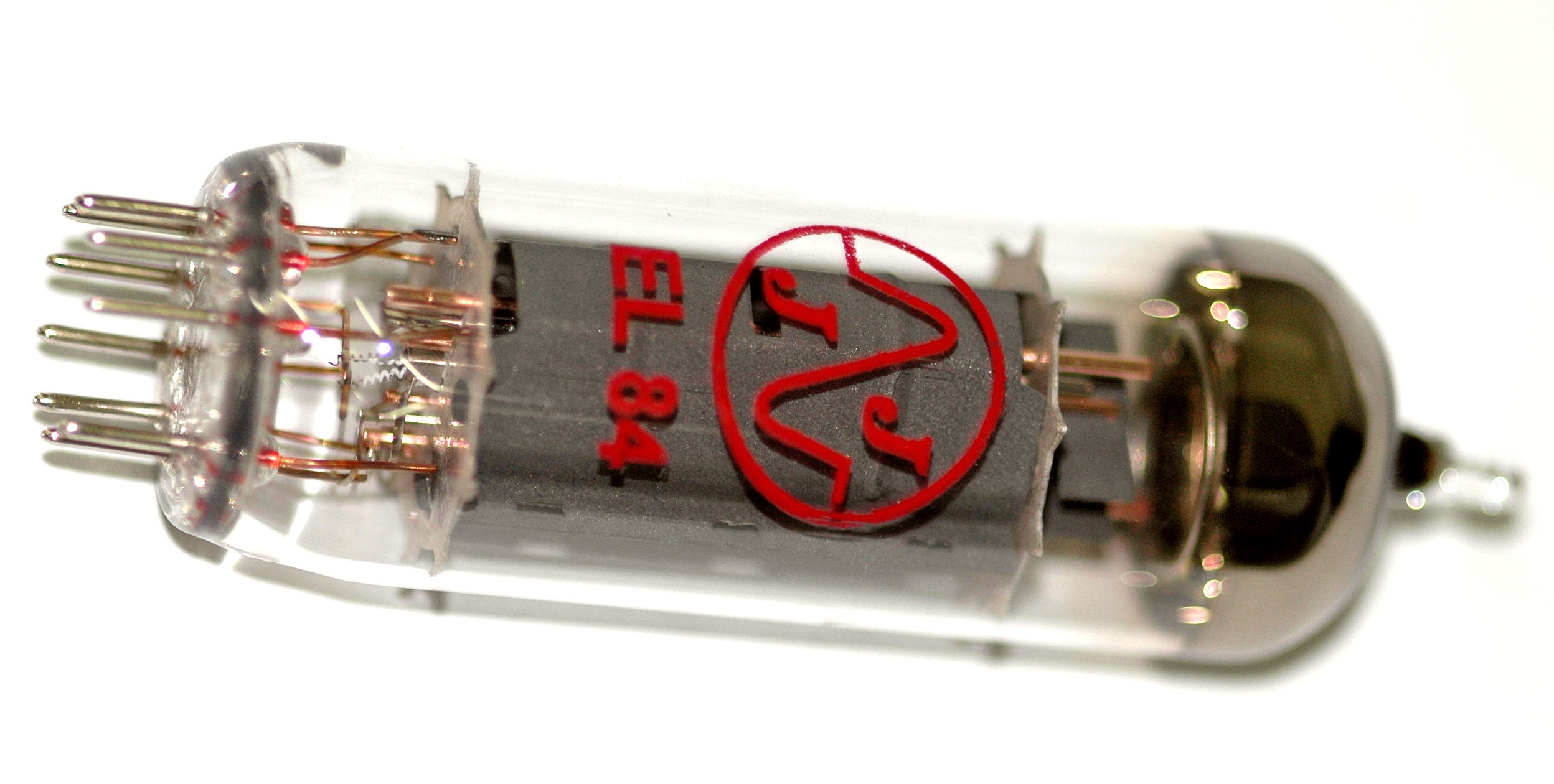
Vàlvula de buit JJ EL84 de producció actual.
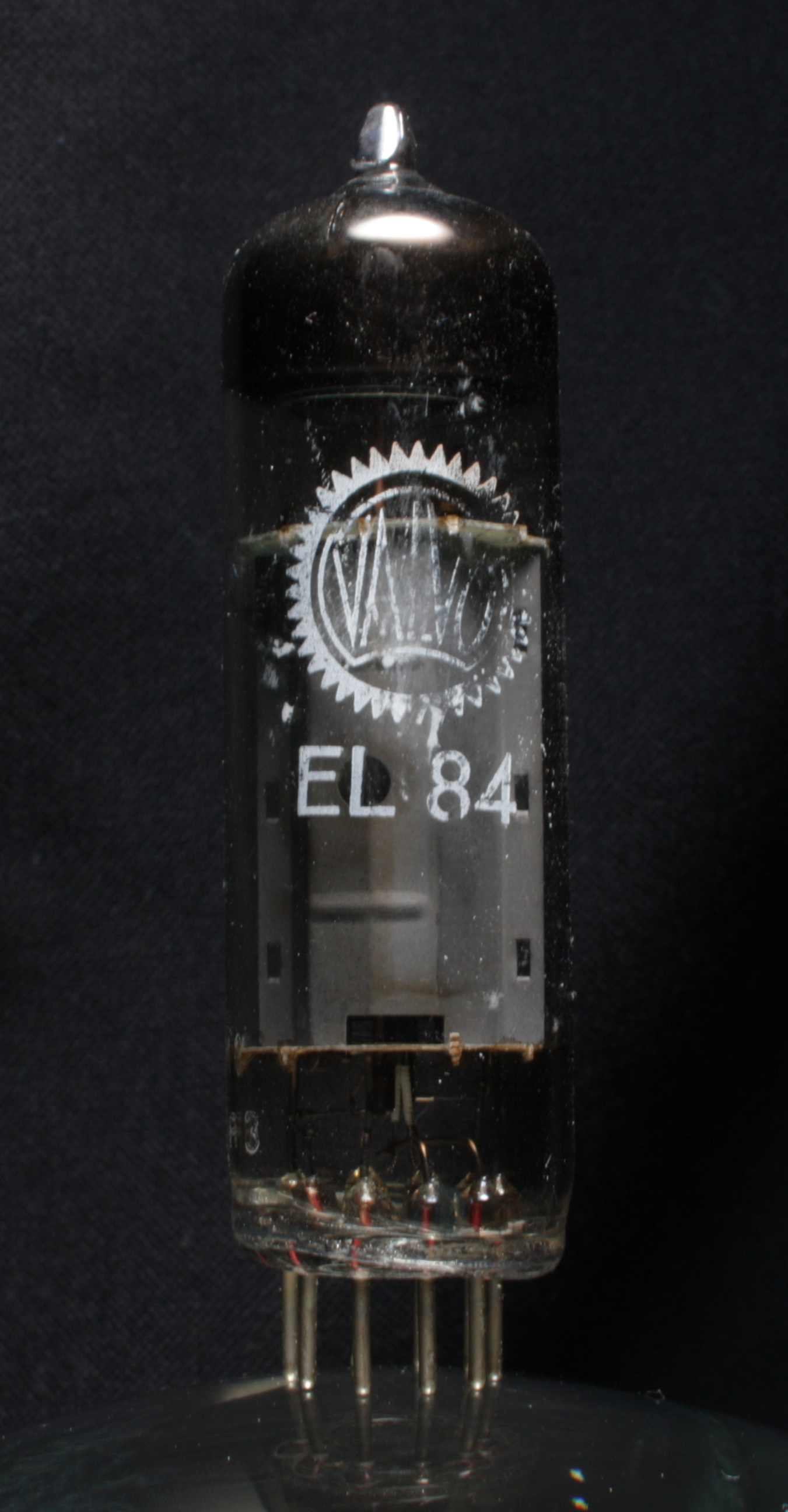
Vàlvula EL84.
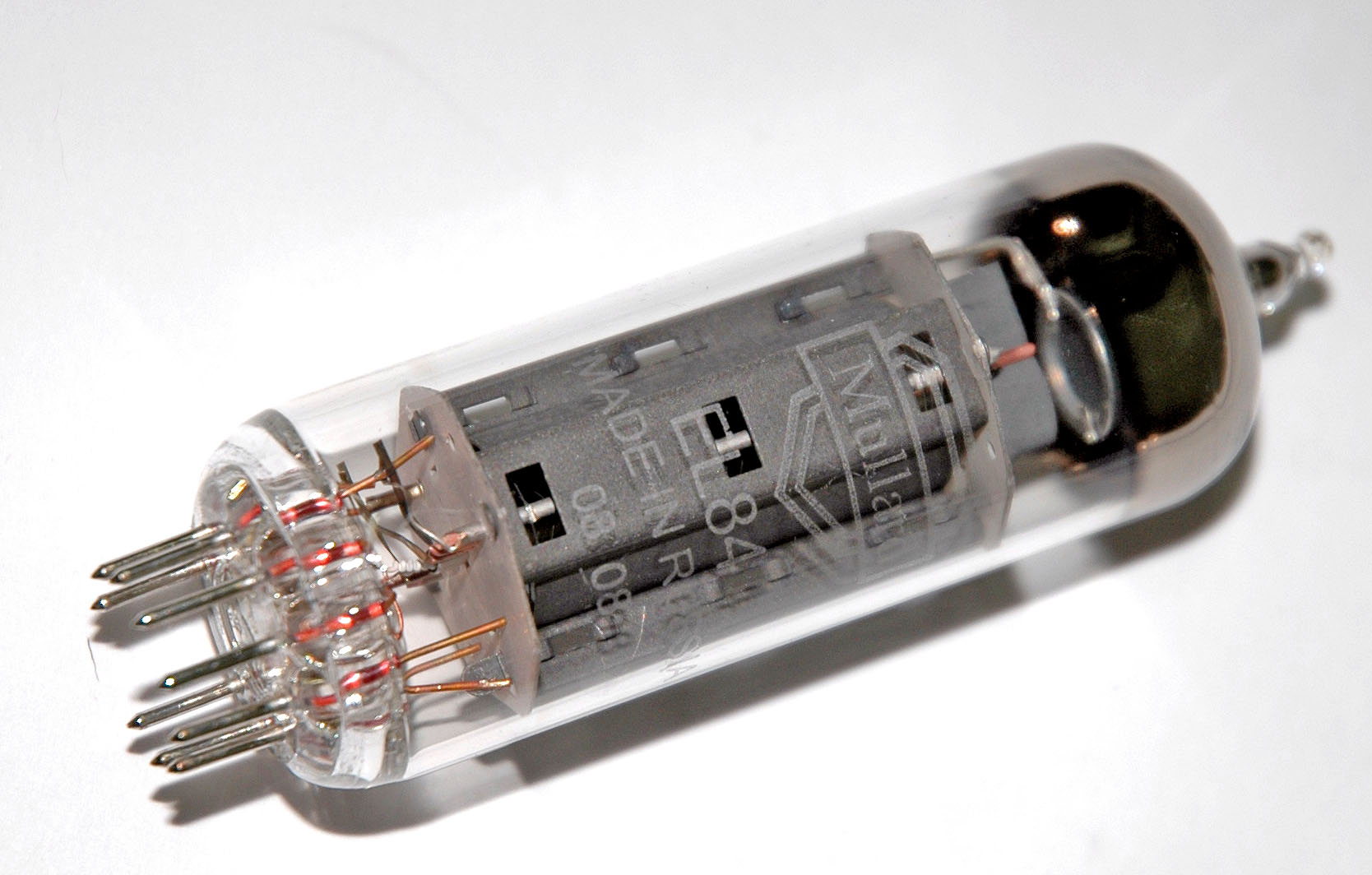
Vàlvula de buit Mullard EL84 russa de producció actual.
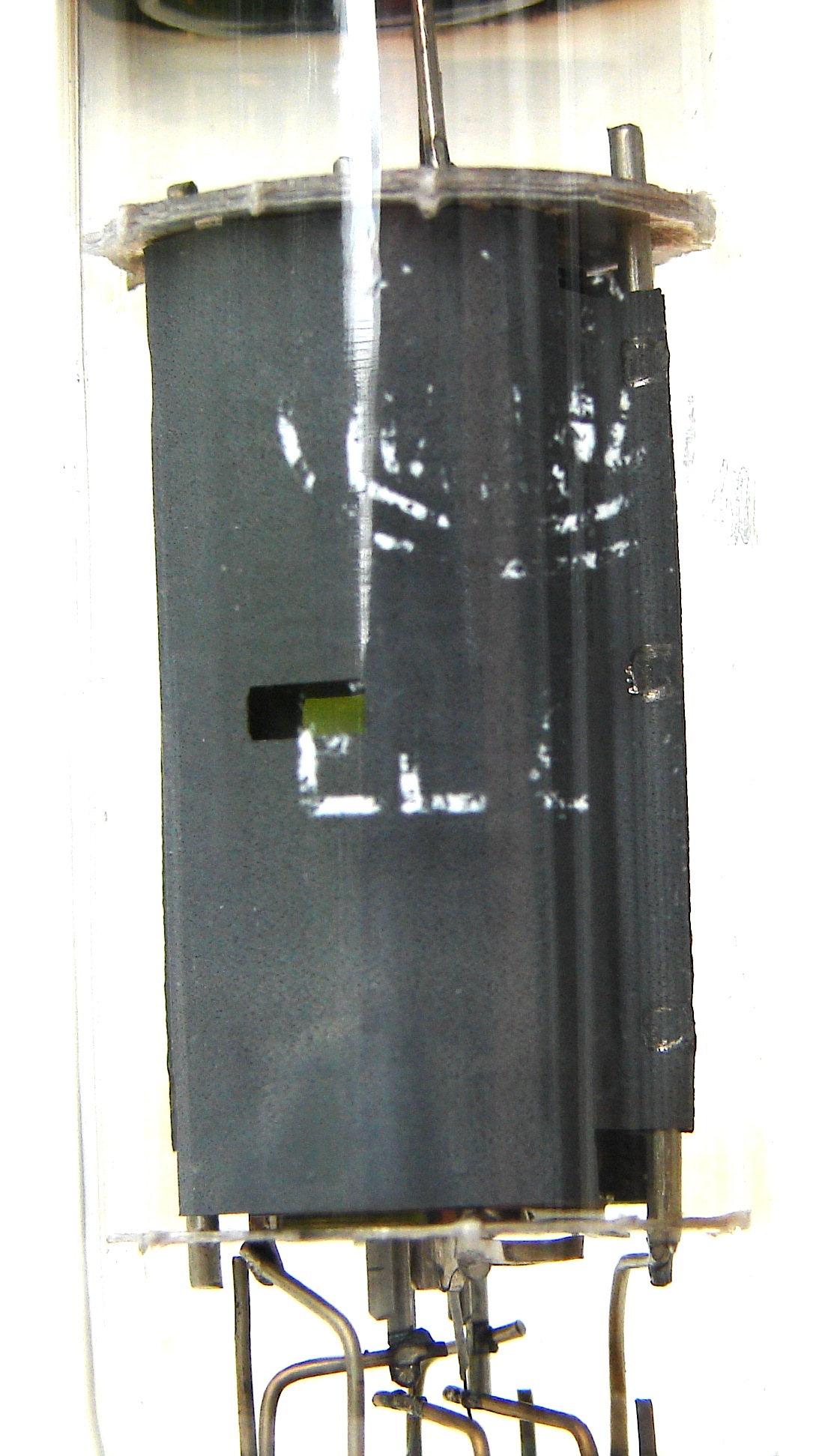
Lorenz Elektrik EL84.
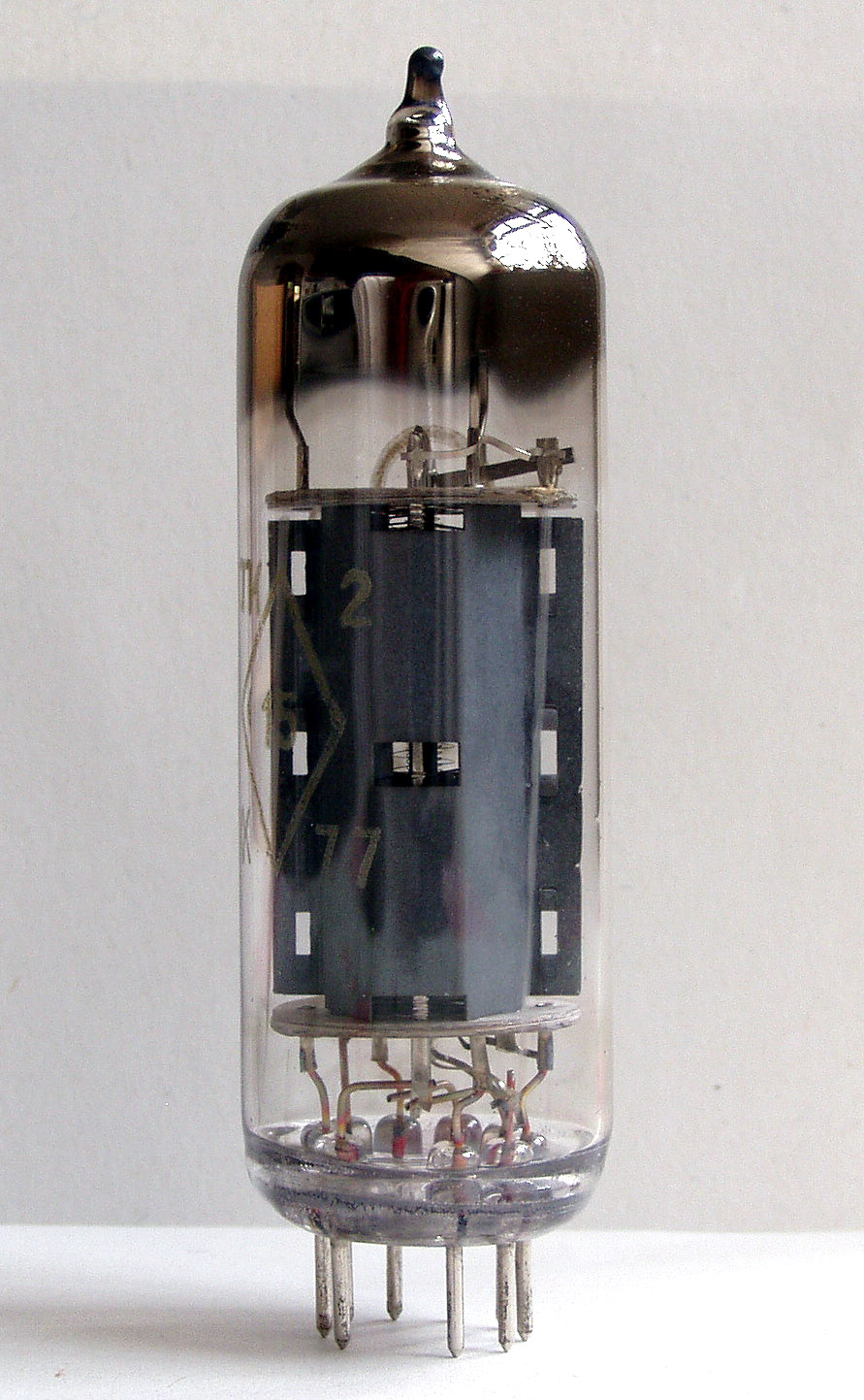
Clon rus de la EL84.
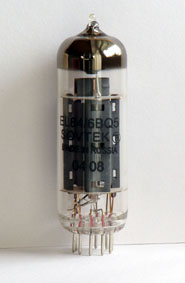
Sovtek EL84.
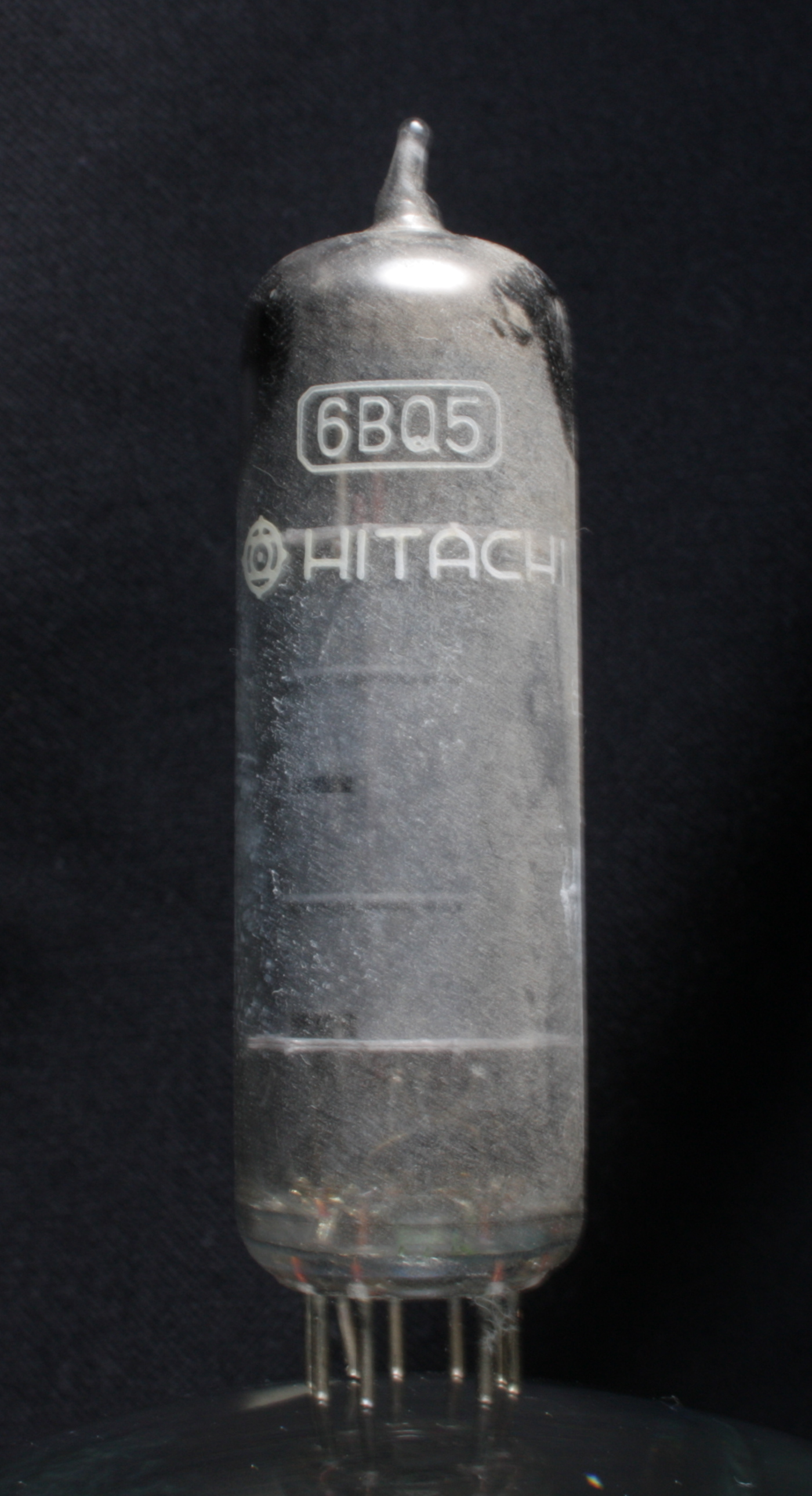
Hitachi 6BQ5.